# Raffineria ISAB
La Raffineria ISAB è sita in Sicilia nel territorio tra i comuni di Priolo Gargallo, Melilli e Siracusa in quello che comunemente è noto come polo petrolchimico siracusano.
Il nome ISAB è l’acronimo di Industria Siciliana Asfalti e Bitumi, che era il nome originario all’atto della fondazione. Comprende gli impianti nord e sud, ossia quelli di due raffinerie interconnesse. Con una capacità di raffinazione di 16 milioni di tonnellate di grezzo è l’impianto più grande d’Italia, coprendo circa il 25% del fabbisogno nazionale.

## Storia

### Scandalo ISAB
La costruzione degli impianti di proprietà della ERG inizia nel 1972, ma l'anno successivo scoppia il cosiddetto scandalo ISAB legato alla scoperta di un vasto giro di tangenti pagate dal petroliere Garrone per ottenere celermente le autorizzazioni per la costruzione della raffineria (più di 2 miliardi di lire). Le tangenti consentirono il rilascio delle autorizzazioni in meno di 100 giorni (17 maggio 1971), ma tramite le indagini della Guardia di Finanza si scoprì una sorta di libro paga nella casa del cognato di Riccardo Garrone, dove erano elencati tutti i nomi di coloro che avrebbero ricevuto tangenti. Tra i destinatari oltre agli esponenti della DC: Santi Nicita, poi prosciolto in appello, Giovanni Gioia, Nino Gullotti ex presidente della Provincia di Siracusa, l'assessorato all'Industria di Palermo, l'assessorato per lo sviluppo economico, il Psi ma anche il Pci e il quotidiano di Palermo l'Ora.

### La distruzione di Marina di Melilli

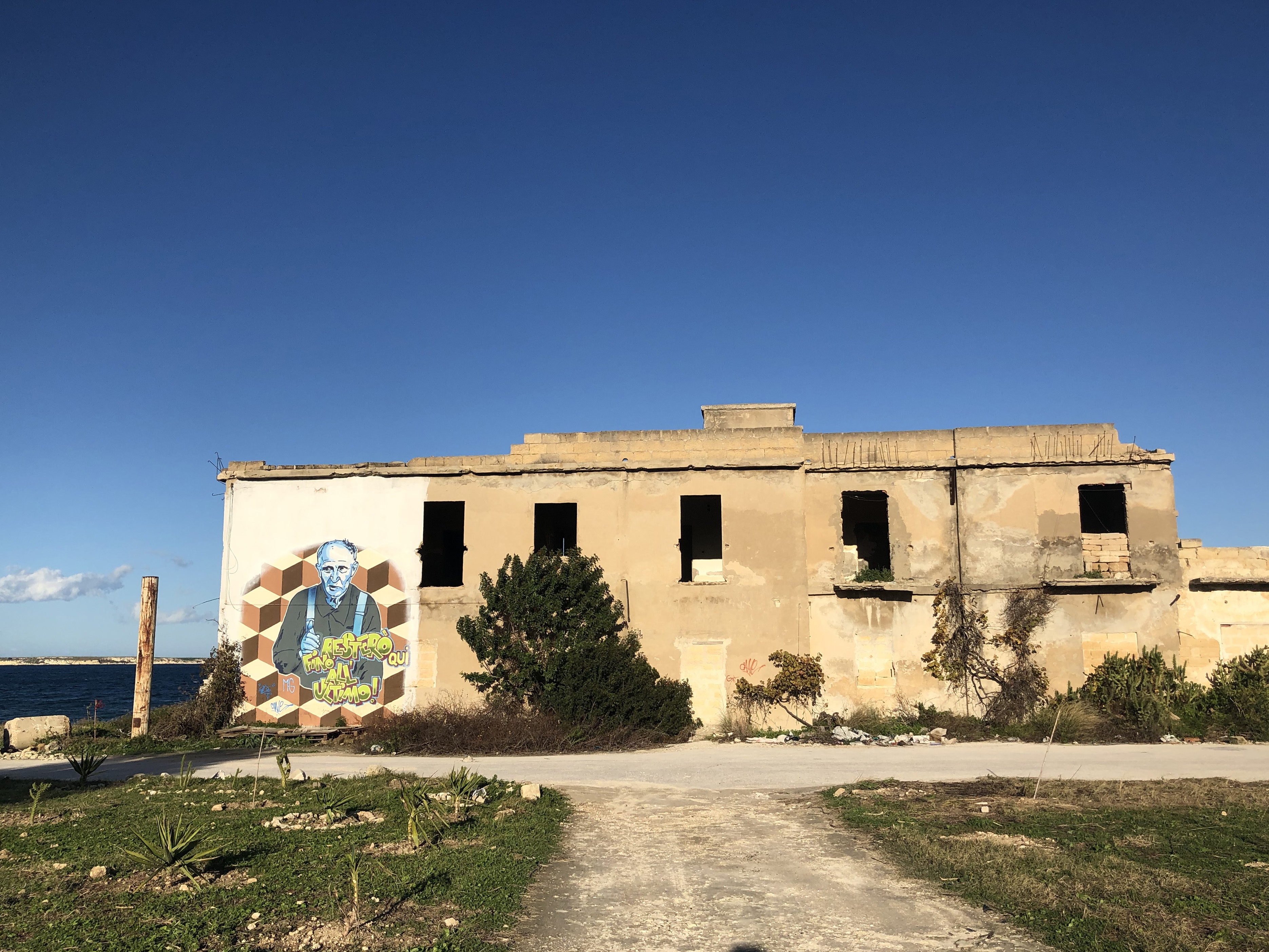
Murales di Salvatore Gurreri in uno degli ultimi edifici in piedi di Marina di Melilli

A causa dell'inquinamento ambientale (ma anche per lasciare spazio all'ingrandimento degli impianti) nel 1979 i quasi 1 000 abitanti di Marina di Melilli furono trasferiti e distribuiti nei centri abitati vicini. La cittadina costiera fu quasi del tutto rasa al suolo. Con l'istituzione del comune di Priolo Gargallo la spiaggia di Fondaco Nuovo fu assegnata al nuovo comune, mentre la zona abitata rimase in territorio di Melilli. Gli abitanti trasferiti furono indennizzati ma alcune famiglie opposero comunque resistenza. Per questa ragione furono staccate la corrente elettrica e l'acqua, non risparmiando neanche minacce. L'ultimo abitante di Marina di Melilli, Salvatore Gurreri, fu brutalmente assassinato nel 1992 all'età di 82 anni, fatto ritrovare incaprettato dai suoi sicari nel bagagliaio della sua macchina. I sicari, condannati, hanno confessato di aver ricevuto un compenso di 250 mila lire a testa, ma non sono mai stati scoperti i veri mandanti .

### Avviamento e produzione
L’avviamento degli impianti avvenne nel 1975 sviluppando una capacità di raffinazione di 11 milioni di tonnellate di grezzo che nel 1997, grazie al revamping degli impianti è stata aumentata a 12 milioni di tonnellate.
Nel 1993 ERG insieme ad EDISON MISSION ENERGY costituisce la Società ISAB Energy (di proprietà al 51% ERG e 49% EDISON MISSION ENERGY) per la costruzione dell'impianto Integrated Gasification Combined Cycle (lGCC), ossia il primo in Europa per la Gassificazione Catalitica del T.A.R. (la porzione più pesante dei prodotti di raffinazione del greggio) e la successiva conversione in energia elettrica. Il sito entra in produzione nel 2000.

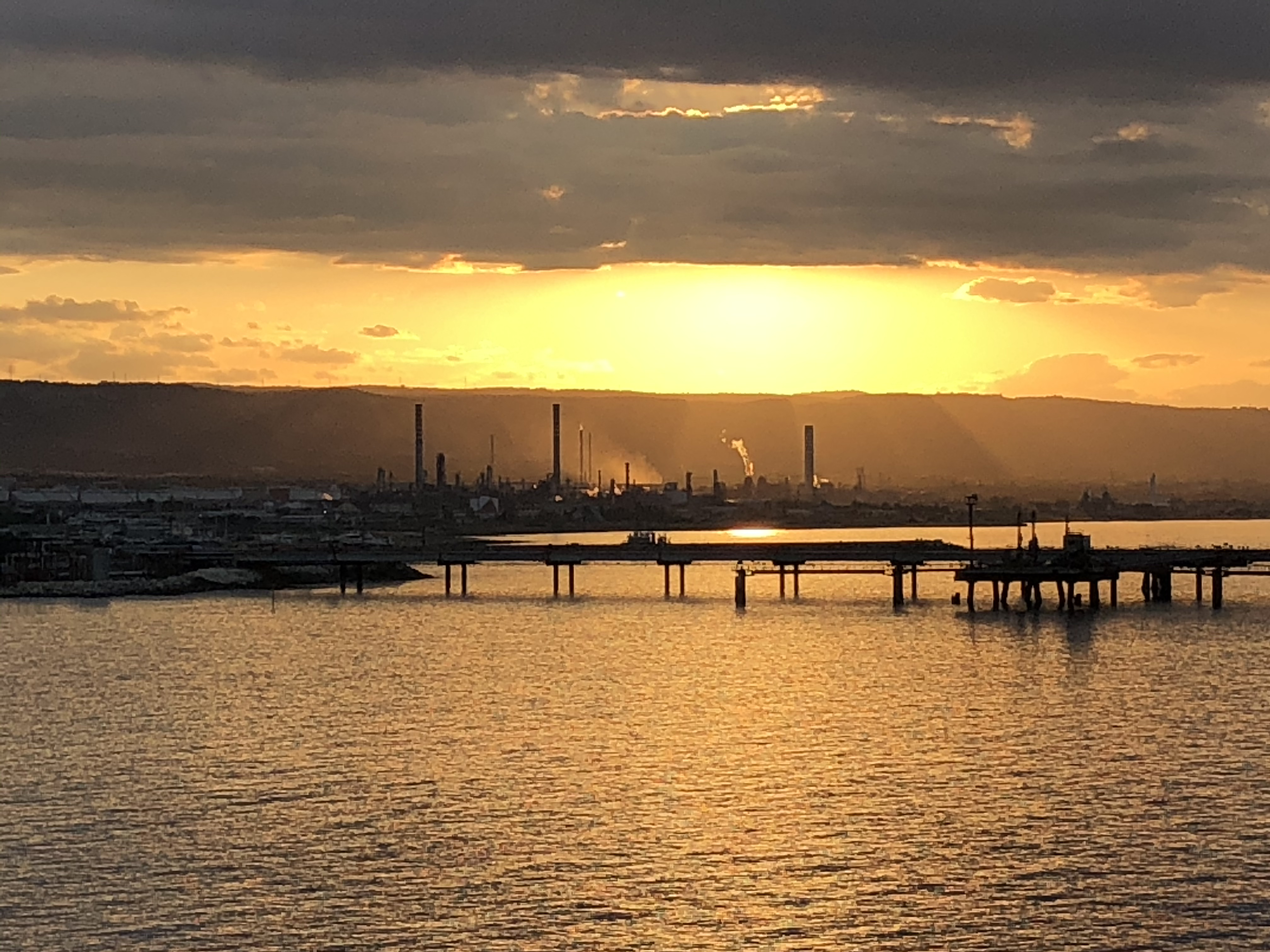
Pontile Isab Sud

Nel 2002 il gruppo ERG acquisisce gli impianti di raffinazione ed il parco serbatoi della ex Raffineria AGIP, creando con l’ISAB un doppio sito di raffinazione interconnesso con la denominazione ERG Raffinerie Mediterranee. Le due raffinerie vengono definite Impianti nord e impianti Sud.
Nel 2008 ERG ha venduto a LUKOIL il 49% delle sue azioni di ISAB, fino a raggiungere successivamente il 100% del capitale sociale.
Nel 2014 lSAB Energy S.r.l. diventa totalmente parte della Raffineria ISAB e ERG cede le sue quote a LUKoil e lascia il sito siciliano.

### Invasione dell’Ucraina e cessione a Goi Energy
A seguito dell'Invasione russa dell'Ucraina l'Unione Europea interviene varando una serie di sanzioni contro la Russia e le sue aziende. Sin da subito le banche per evitare le sanzioni bloccano i crediti impedendo di fatto la possibilità di lavorare il grezzo internazionale. La raffineria così è costretta a lavorare esclusivamente petrolio russo. Il successivo varo del blocco all'importazione di petrolio russo determina il rischio di chiusura dello stabilimento e il licenziamento dei dipendenti e dei lavoratori dell'indotto. Il 1º dicembre 2022 il governo italiano vara un decreto per salvare la raffineria assumendo l'amministrazione temporanea in caso di impossibilità ad operare in attesa di una soluzione definitiva. La raffineria comunque è riuscita ad ottenere dei finanziamenti da banche asiatiche per proseguire le sue attività.
Nel maggio 2023 Lukoil cede la raffineria alla cipriota Goi Energy.

## Impianti
A fronte delle acquisizioni la raffineria comprende:
- Isab sud (Impianti sud).
- Isab nord (Impianti nord).
- IGCC (Impianto di gassificazione a ciclo combinato) da cui si produce energia elettrica con una potenza di 549 MW. L'impianto può utilizzare come combustibile il gas proveniente daI processo di gassificazione del TAR (asfalto) oppure del gas naturale.
- Pontile Santa Panagia. Utilizzato dalla raffineria sud.
- Pontili nord denominati pontile "Superpetroliere" e pontile "liquidi". Utilizzato dalla raffineria nord.